# Çıkrıkçı, Sarıkaya
Çıkrıkçı là một xã thuộc huyện Sarıkaya, tỉnh Yozgat, Thổ Nhĩ Kỳ. Dân số thời điểm năm 2010 là 352 người.